# Стивън Рънсиман
Джеймс Кохран Стивънсън Рънсиман (на английски: James Cochran Stevenson Runciman), по-известен като сър Стивън Рънсиман, е британски историк и дипломат. Основните му приноси са към средновековната история на Византийската империя, Балканите и Близкия изток.
Лауреат на ордена на почетния легион.

## Биография
Стивън Рънсиман е роден през 1903 г. в Нортъмбърланд. Той е втори син в семейството на бъдещия виконт Рънсиман от Доксфорд, като и двамата му родители Хилда и Уолтър са членове на парламента от Либералната партия и първата семейна двойка, избрана едновременно. Дядо му по майчина линия Джеймс Кохран Стивънсън, на когото е кръстен, също е депутат, а дядо му по бащина линия Уолтър Рънсиман е едър корабособственик.
Рънсиман учи с кралска стипендия в Итънския колеж, където негов съученик и приятел е бъдещият писател Джордж Оруел. През 1921 г. постъпва в Тринити Колидж в Кеймбриджкия университет и учи история при Джон Бъри. През 1927 г. получава преподавателско място в Тринити Колидж, което заема до 1938 г., когато получено от дядо му наследство му дава финансова независимост.
От 1934 до 1940 г. Стивън Рънсиман работи в британското посолство в София, а от 1940 до 1942 г. е дипломат в Кайро. През 1942 – 1945 г. е професор по византийско изкуство и история в Истанбулския университет, където започва проучванията си по своя най-известен труд A History of the Crusades, тритомна история на кръстоносните походи. През 1945 – 1947 година е представител на Британския съвет в Атина.
След Втората световна война Стивън Рънсиман издава основните си трудове и чете лекции в различни британски и американски университети. През 1958 година получава рицарско звание. Умира през 2000 г. в Радуей на 97 години.

## Посмъртно признание
Улица в София носи името на Стивън Рънсиман.